# Silnice 431 (Izrael)

Silnice 431

Silnice 431 (hebrejsky: כביש 431) je příměstská rychlostní silnice v jižní části telavivské metropolitní oblasti Guš Dan v Izraeli. Silnice spojuje Ajalonskou dálnici na západě s dálnicí H1 na východě, poté pokračuje východně směrem na Modi'in jako místní silnice.
Silnice má šest pruhů (tři v každém směru) a její celková délka je 23 kilometrů. Její součástí je dvanáct křižovatek, z toho 5 z nich ji napojuje na jiné rychlostní silnice. Zároveň zahrnuje dalších 54 kilometrů obslužných silnic, včetně exitů a nájezdů.
Provedení silnice umožňuje, že v části jejího dělicího pruhu je železniční trať, a to mezi Ejn ha-Kore a Modi'inem, mezi Beer Ja'akovem a křižovatkou ha-Rišonim a mezi křižovatkou Anava a Modi'inem.
Silnice 431 byla prvním projektem typu PFI/PPP v Izraeli. Společnost Netivej ha-Jovel, dceřiná společnost firem Danya Cebus a Africa Israel Investments Ltd. vyhrála tendr na výstavbu, údržbu a provoz silnice po dobu 25 let. K únoru 2009 se cena silnice pohybovala kolem 2,5 miliard šekelů (zhruba 620 milionů dolarů). Po dokončení silnice v únoru 2009 společnost očekává dotaci od státu ve výši 200 milionů šekelů (50 milionů dolarů).

## Křižovatky

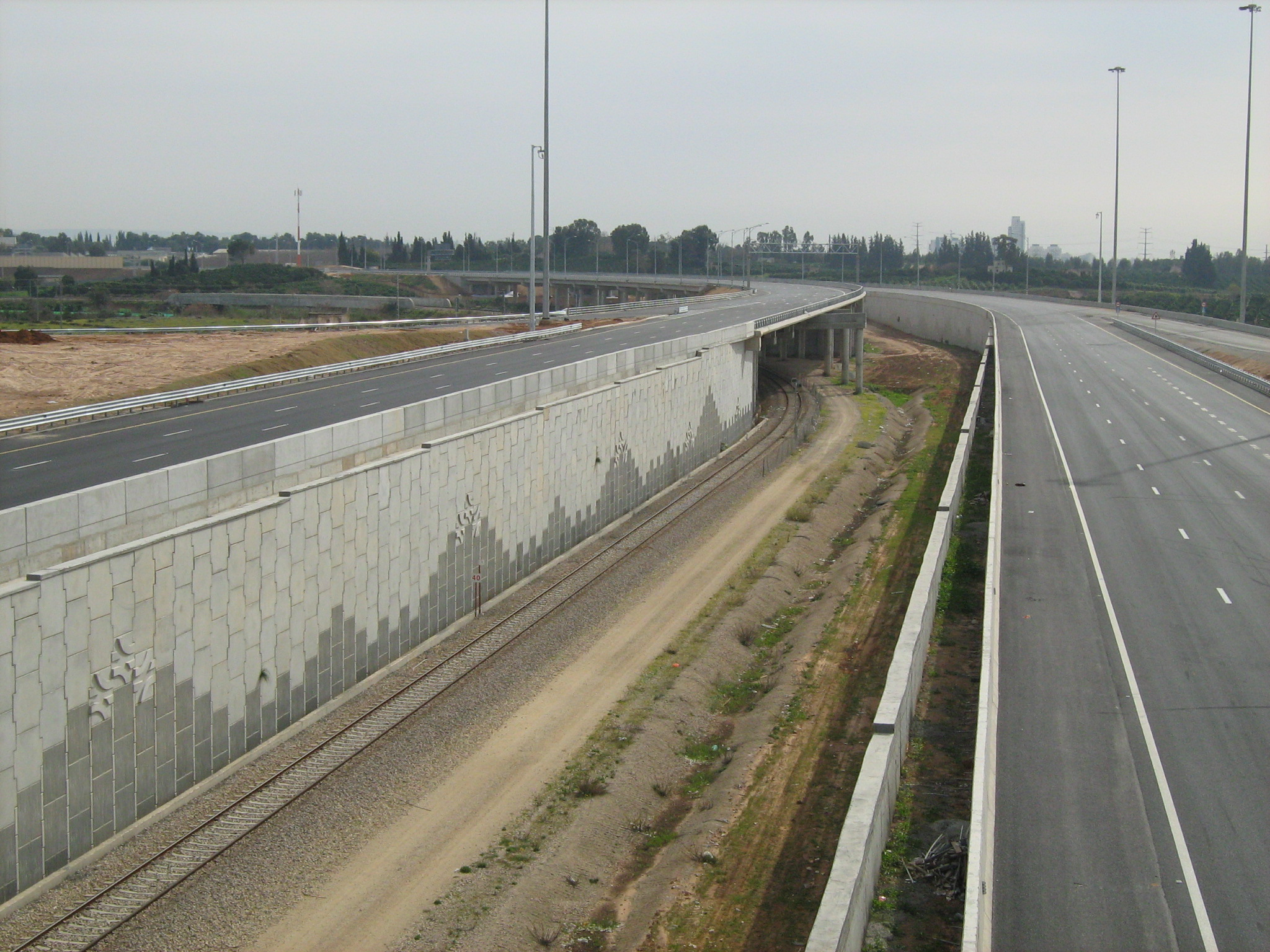
Železniční trať Tel Aviv-Rišon le-Cijon v dělicím pruhu, jižně od křižovatky Nes Cijona

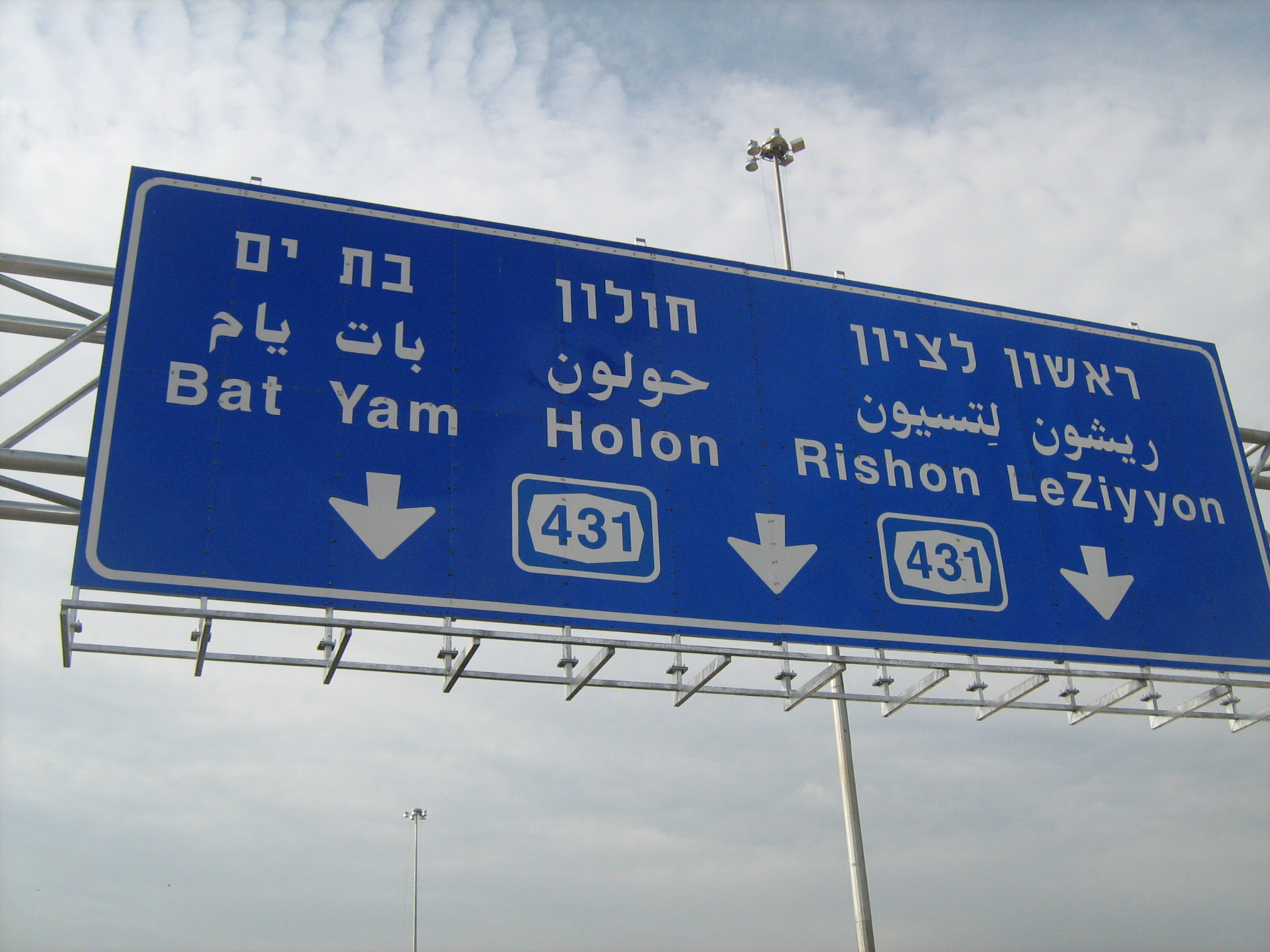
Signalizační tabule

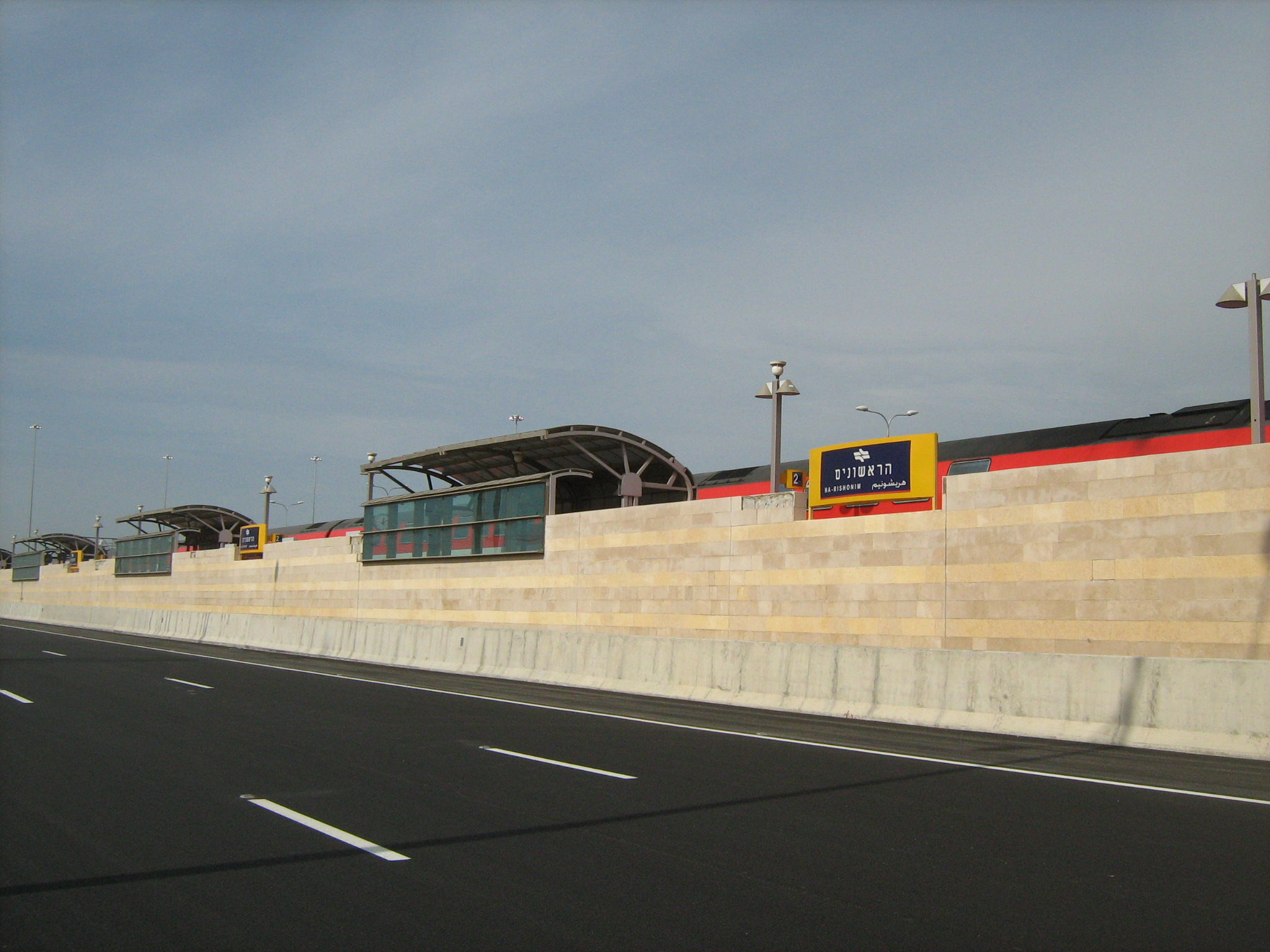
Železniční stanice Rišon le-Cijon ha-Rišonim

| km        | jméno                                     | typ | význam                                         | místo                                    | kříží silnici/e                                           |
| --------- | ----------------------------------------- | --- | ---------------------------------------------- | ---------------------------------------- | --------------------------------------------------------- |
| 0         | מחלף מבוא איילון (křižovatka Mevo Ajalon) |     | Ajalonská brána                                | Rišon le-Cijon                           | (Ajalonská dálnice směrem k severu)                       |
| 1         | מחלף קרית ראשון (křižovatka Kirjat Rišon) |     | pojmenovaná po oblasti                         | Rišon le-Cijon                           | ulice Moty Gura                                           |
| 2         | מחלף ראשון דרום (křižovatka Rišon Darom)  |     | jižní Rišon                                    | Rišon le-Cijon                           | (Dálnice H4 směrem k jihu)                                |
| 3         | מחלף עין הקורא (křižovatka En ha-Kore)    |     |                                                | Rišon le-Cijon                           | (Dálnice H4 směrem k severu / dálnice H42 / silnice 4311) |
| 5         | מחלף הראשונים (křižovatka ha-Rišonim)     |     | pojmenováno po sousedství a železniční stanici | Rišon le-Cijon, Nes Cijona               | (silnice 412)                                             |
| 7         | מחלף נס ציונה (křižovatka Nes Cijona)     |     | pojmenováno po okolí                           | Rišon le-Cijon, Nes Cijona, Beer Ja'akov | silnice 423 / ulice Šlomo Ben Josefa                      |
| plánované |                                           |     |                                                |                                          |                                                           |
| 9         | מחלף רמלה מערב (křižovatka Ramle Ma'arav) |     | západní Ramla                                  | Ramla                                    | silnice 200                                               |
| 11        | מחלף רמלה דרום (křižovatka Ramle Darom)   |     | jižní Ramla                                    | Ramla                                    | (dálnice H40)                                             |
| 14        | מחלף נשרים (křižovatka Nešarim)           |     | pojmenováno po nedaleké továrně Nešer          | Ramla                                    | (Dálnice H6 / dálnice H44 / silnice 424)                  |
| plánované |                                           |     |                                                |                                          |                                                           |
| 17        | מחלף רג"מ (křižovatka Ragam)              |     |                                                |                                          | poblíž silnice do kamenolomu v Ramle                      |
| 20        | מחלף ענבה (křižovatka Anava)              |     | pojmenováno po toku Nachal Anava               | Kfar Šmu'el                              | (Dálnice H1)                                              |